# Al-Madhala
Al-Madhala (arab. المدحلة) – wieś w Syrii, w muhafazie Tartus. W 2004 roku liczyła 788 mieszkańców. Urodził się w niej Asif Szaukat.